# Можеш ли да убиваш
„Можеш ли да убиваш“ е български игрален филм (драма) от 2019 година на режисьора Иван Ничев по сценарий на Иван Ничев, Юрий Дачев и Татяна Гранитова. Оператор е Цветан Недков. Музиката във филма е композирана от Стефан Димитров и Пламен Велинов. Художник Мария Балева.
Песента „На случайна гара“ по текст на Александър Петров и Иван Тенев, се изпълнява от Васил Найденов.
Песента „Oscar Reding“ в изпълнение на Атанас Найденов.
Използвани са кадри от сериала Приключенията на един Арлекин.
Филмът е заснет във „Видахим“ и град Видин.

## Сюжет
Седем млади мъже от Видин решават, че единственият начин да променят мизерния си живот е да станат платени войници в българската армия. С много ентусиазъм се хвърлят в „Бойни учения и военни изпитания“ и с мъка преодоляват своите антимилитаристични чувства пред лицето на верската заплаха.
От бойната им единица само един ще бъде одобрен. Другите ще продължат да се борят с ежедневието, вкопчени в крехката надежда, че един ден нещо може да се промени...

## Състав

### Актьорски състав
| Роля          | Изпълнител              |
| ------------- | ----------------------- |
| Яни           | Ясен Попов              |
| Павката       | Николай Върбанов        |
| Младен        | Ивайло Драгиев          |
| Оги           | Атанас Найденов         |
| Серго         | Живко Джуранов          |
| Чаво          | Иво Йончев              |
| Алекси        | Александър Кънев        |
| Румяна        | София Маринкова         |
| Вена          | Елена Иванова           |
| Катя          | Емилия Радева           |
| бащата на Яни | Добри Манев             |
|               | Кети Рейкова            |
|               | Лора Декова             |
|               | Димитър Живков          |
|               | Свилен Русинов - Чичето |
|               | Наташа Дерменджиева     |
|               | Илка Вълчева            |
|               | Рада Велинова           |
|               | Илияна Томова           |
|               | Силвия Драгиева         |
|               | Веселин Владов          |
|               | Йордан Биков            |
|               | Малинка Лютибродска     |
|               | Шехин Шехзен            |
|               | Румен Григоров          |
|               | Анна-Мария Николаева    |
|               | Яна Цекова              |
|               | Мартин Желев            |
|               | Дейвид Блис             |
|               | Орлин Гранитов          |

## Награди, отличия, фестивали
- 37-ми фестивал на българския игрален филм „Златна роза“